# Léon Van den Bossche

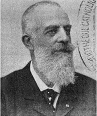
Léon Van den Bossche

Léon Pierre Charles Van den Bossche (Tienen, 20 juni 1841 - 30 januari 1911) was een Belgisch senator.

## Biografie
Léon Van den Bossche promoveerde tot doctor in de politieke wetenschappen en werd diplomaat, als zaakgelastigde en vervolgens als minister-resident in Mexico-Stad.
In 1895 werd hij verkozen tot katholiek senator voor het arrondissement Leuven en vervulde dit mandaat tot in 1900.

## Publicatie
- Manuel de préparation à l'examen diplomatique
  - I. Histoire politique moderne
  - II. Economie politique, Brussel, 1869-1870.